# Герберт Шиллер
Герберт Ірвінг Шиллер (5 листопада 1919 — 29 січня 2000) — американський медіакритик, соціолог, письменник та науковець. У 1960 році здобув свою докторську ступінь в Нью-Йоркському університеті.
У своїх плідних працях і виступах Шиллер розповідав про дві основні тенденції: приватне захоплення публічного простору і вторгнення державних установ особисто до кожного в дім, а також корпоративне панування США над культурним життям за кордоном, особливо в країнах, що розвиваються. Його вісім книг і сотні статей, які публікувалися у наукових журналах та в інших ЗМІ, зробили його ключовою фігурою як у комунікаційних дослідженнях, так і в публічних дискусіях щодо ролі засобів масової інформації в сучасному суспільстві. Він був широко відомий своїм терміном «упакована свідомість», який стверджує, що американські ЗМІ контролюються кількома корпораціями, які «створюють, обробляють, вдосконалюють і керують кругообігом зображень та інформації, що зі свого боку визначає наші переконання, ставлення до тих чи інших речей та врешті-решт нашу поведінку». Шиллер використав Time Warner Inc. як приклад упакованої свідомості, заявивши, що вона «переважно домінує у видавництвах, кабельному телебаченні, записах, стрічках та кіновиробництві».
Він був одружений з бібліотекаркою та науковицею Анітою Шиллер. Мав двох синів Зака та Дана. Зак Шиллер — аналітик державної політики в штаті Огайо, а Ден Шиллер — історик телекомунікацій в Університеті Іллінойсу в Урбана-Шампейн.

## Книги та праці
- Масові комунікації та американська імперія (1969)
- Управлінці розумом (1973)
- Ідеологія міжнародних комунікацій (серія монографій / Інститут аналізу засобів масової інформації, Inc, № 4)
- Масові комунікації та американська імперія (критичні дослідження в галузі комунікацій та в культурних галузях)
- Супердержава; читання у військово-промисловому комплексі
- Комунікація та культурне панування (1976)
- Життя в накращій країні: Роздуми критика американської імперії
- Хто знає: Інформація в епоху Fortune 500 (1981)
- Інформація та кризова економіка, Oxford University Press (1984), Oxford University Press, Reprint 1986,ISBN 0-19-520514-6
- Culture, Inc: Корпоративне поглинання публічних висловлювань, Oxford University Press, 1989,ISBN 0-19-505005-3 ; Передрук 1996 р.,ISBN 0-19-506783-5
- Інформаційна нерівність: поглиблення соціальної кризи в Америці, Routledge 1995,ISBN 0-415-90765-9